# Aluminiumsulfat

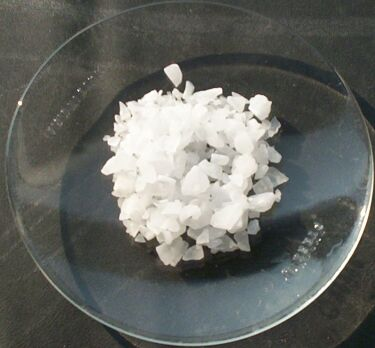
Aluminiumsulfat

Aluminiumsulfat ist eine chemische Verbindung des Aluminiums aus der Gruppe der Sulfate. Es bildet ein farbloses Pulver mit einer Dichte von 2,71 g/cm3.

## Vorkommen
In der Natur kommt Aluminiumsulfat in Form des Minerals Alunogen vor. Weiterhin kann es aus natürlich vorkommenden Alaunen gewonnen werden.

## Herstellung
Aluminiumsulfat wird technisch durch Auflösen von reinem Aluminiumhydroxid in konzentrierter, auf 100 °C erwärmter Schwefelsäure hergestellt.
{\displaystyle \mathrm {2\,Al(OH)_{3}+3\,H_{2}SO_{4}\rightleftharpoons Al_{2}(SO_{4})_{3}+6\,H_{2}O} }
Ebenfalls möglich ist der direkte Aufschluss von Bauxit oder Kaolin mit 70 %iger Schwefelsäure bei ca. 170 °C in druckfesten Rührkesseln.

## Reaktionsverhalten
Mit saurer Reaktion löst sich Aluminiumsulfat in Wasser und kristallisiert bei Zimmertemperatur als monoklines Al2(SO4)3 · 18 H2O aus. Ab einer Temperatur von 340 °C findet eine vollständige Dehydratisierung des Salzes statt und oberhalb von 770 °C zerfällt es in Aluminiumoxid und Schwefeltrioxid.
Aluminiumsulfat bildet mit den Sulfaten einwertiger Metalle Doppelsalze gemäß folgender Formel (Alaune):
{\displaystyle {\mbox{M}}^{I}{\mbox{Al}}({\mbox{S}}{\mbox{O}}_{4})_{2}\cdot 12\,{\mbox{H}}_{2}{\mbox{O}}}

## Verwendung
Aluminiumsulfat findet folgende Verwendungen:
- Retentionsmittel und zur Leimung in der Papierherstellung[4]
- Flockungsmittel in der Trinkwasseraufbereitung und Abwasseraufbereitung[4]
- Beizmittel in der Färberei
- Saatgutbeize
- Bestandteil von Schaumlöschmitteln
- Flammschutzmittel[9][10]
- Isoliersalz (auf frischen Zement- oder Kalkuntergründen, gegen Wasser- und Nikotinflecken) in der Renovierung
- Inhaltsstoff von Pflanzenstärkungs- und schutzmitteln[11] und zur Blaufärbung von Hortensien
- Festigungsmittel bzw. Stabilisator in Lebensmitteln, in der EU als Lebensmittelzusatzstoff E 520 zugelassen.

## Unfälle und Gesundheitsgefahren
Bei einem Vorfall mit Aluminiumsulfat im Trinkwasser in Camelford in Cornwall in England trank im Juli 1988 eine Reihe von Menschen Trinkwasser mit größeren Konzentrationen an Aluminiumsulfat. Die zulässigen Grenzwerte waren um das 5000-fache überschritten. Nach dem Unfall klagten zahlreiche Anwohner unter anderem über Geschwüre, Hautausschlag und Gedächtnisprobleme. Ein Todesfall im Jahr 2006 hat eine Debatte über Spätfolgen des Unglücks intensiviert. Die Untersuchungen der langfristigen Auswirkungen auf die Gesundheit nach diesem Vorfall sind noch immer nicht vollständig abgeschlossen, aber es wurden in Post-Mortem-Untersuchungen besonders stark erhöhte Aluminium-Konzentrationen in den Gehirnen der Opfer festgestellt und weitere Untersuchungen in Auftrag gegeben, um festzustellen, ob es einen Zusammenhang mit Zerebraler Amyloidangiopathie gibt.
Aluminiumsulfat wurde 2013 von der EU gemäß der Verordnung (EG) Nr. 1907/2006 (REACH) im Rahmen der Stoffbewertung in den fortlaufenden Aktionsplan der Gemeinschaft (CoRAP) aufgenommen. Hierbei werden die Auswirkungen des Stoffs auf die menschliche Gesundheit bzw. die Umwelt neu bewertet und ggf. Folgemaßnahmen eingeleitet. Ursächlich für die Aufnahme von Aluminiumsulfat waren die Besorgnisse bezüglich Verbraucherverwendung, hoher (aggregierter) Tonnage, hohes Risikoverhältnis (Risk Characterisation Ratio, RCR) und weit verbreiteter Verwendung sowie der Gefahren ausgehend von einer möglichen Zuordnung zur Gruppe der CMR-Substanzen und der möglichen Gefahr durch sensibilisierende Eigenschaften. Die Neubewertung fand ab 2015 statt und wurde von Frankreich durchgeführt.

## Bezeichnung Alaun
Papiermacher bezeichnen chemisch unkorrekt Aluminiumsulfat als Alaun.